# Cyril Tourneur
Cyril Tourneur, född omkring 1575, död 28 februari 1626, var en engelsk militär, diplomat och dramatiker.

## Biografi
Tourneur arbetade i sin ungdom under Sir Francis Vere och Sir Edward Cecil. Hans litterära verksamhet verkar vara koncentrerade till perioden 1600-1613. År 1613 och 1614 var han anställd inom militären och hade diplomatisk tjänst i Low Countries. År 1625 utsågs han till att vara sekreterare i krigsrådet för Cádizexpedition. Denna utnämning återkallades, men Tourneur seglade i Cecil sällskap till Cádiz. På returresan från den katastrofala expedition, sattes han iland på Kinsale med andra sjuka män och dog i Irland den 28 februari 1626.

## Författarskap
En svår allegorisk dikt kallad The Transformed Metamorphosis (1600) är Tourneurs tidigaste bevarade arbete; en elegi på prins Henrys död, son till James I av England, är det sista (1613). Tourneurs andra ickedramatiska verk omfattar en pamflett, Laugh and Lie Down (1605), några bidrag till Sir Thomas Overburys abc-bok och en elegi på Sir Francis Vere. Denna dikt förmedlar poetens ideala uppfattning om en perfekt riddare eller lycklig krigare.
Tourneurs främsta dramatiska arbete är The Atheist's Tragedy, eller The Honest Man's Revenge som publicerades 1611. Åsikt har framförts av Johan Gerritsen att Tourneur är författare till endast den första akten av The Honest Man Fortune (1613), en pjäs som vanligen tillskrivs John Fletcher, Philip Massinger och Nathan Field. Dessutom finns det en förlorad pjäs, The Nobelman, och den förlorade Arraignment of London skriven med Robert Daborne. Tourneurs nuvarande rykte vilar dock på The Atheist's Tragedy.
Den viktiga renässanstragedin The Revenger’s Tragedy skildrar med stor inlevelse och mäktig retorik ondskans korrumperande kraft i samhälle och individ. Denna har tidigare tillskrivits Tourneur, men verkar nu till övervägande del anses vara ett verk av Thomas Middleton.

## Verk i urval
- The Atheists Tragedie; or, The Honest Mans Revenge (1611)
- A Funeral Poeme Upon the Death of the Most Worthie and True Soldier, Sir Francis Vere, Knight.. (1609)
- A Griefe on the Death of Prince Henrie, Expressed in a Broken Elegie ..., utgiven med två andra dikter av John Webster och Thomas Haywood som Three Elegies on the most lamented Death of Prince Henry (1613)
- The Transformed Metamorphosis (1600), en dunkel satir
- The Nobleman, (Feb. 15, 1612) spelad som "A Tragecomedye called The Nobleman written by Cyrill Tourneur",
- Arraignment of London (1613).